# Фаррухзад (султан Газні)
Фаррухзад (*бл. 1025 —4 квітня 1059) — володар газневідського султанату в 1053—1059 роках. Повне ім'я Джамал аль-Даула Абу-Шуджа Фаррухзад ібн Масуд.

## Життєпис
Походив з династії Газневідів. Син султана Масуда I. Народився близько 1025 року. Після повалення батька у 1040 році запроторено до фортеці, де тривалий час перебував. Це зрештою врятувало його від вбивства, коли у 1052 році владу вдержаві захопив військовик Тогрул, що знищив багатьох представників династії.
Після вбивства Тогрула у 1053 році Фаррухзада звільнено та оголошено новим султаном. Він знову призначив візиром Абд ал-Раззака. Проте вже через рік позбавив того посаду через надмірні амбіції. замість нього призначено Абул-Фадла Байхакі, що розпочав написання історії Газневідів.
Найбільшого впливу набув військовик Хиргіз, якого було призначено хаджабом (головнокомандувачем). Він 1053 року відбив спробу Чагрі-бека Сельджукида захопити Газні. Втім, спроба перейти в наступ власне у Тохарістані зазнало нищівної поразки. Зрештою завдяки дипломатичному хисту байхакі було укладено мирну угоду між Чагрі-беком і султаном Фаррухзадом, визнавши за Сельджукидами Хорасан, Тохарістан і Сістан. Відтоді не виявляв зовнішньої активності. Лише спрямував декілька загонів проти індусів Пенджабу.
У 1058 році зумів врятуватися від замаху гулямів. Втім, шок і поранення, якого зазнав, призвели до хвороби. Зрештою султан помер від коліту у квітні 1059 року. Йому спадкував брат Ібрагім I.